# Kęstutis Kasparavičius
Kęstutis Kasparavičius (Aukštadvaris, 2 giugno 1954) è uno scrittore e illustratore lituano di libri per ragazzi.

## Biografia
Nel 1972 si diploma in direzione del coro presso la Scuola delle Arti M. K. Čiurlionio. Nel 1981 si laurea in design presso l'Istituto nazionale d'Arte. Dal 1988 è membro dell'Unione degli artisti di Lituania.
Fino ad oggi Kasparavičius ha illustrato e pubblicato più di 55 libri, tradotti in 26 lingue. L'artista è autore di 15 testi letterari per ragazzi.
Insieme a S. Chlebinskaitė ed altri artisti organizza eventi che promuovono la lettura del libro in Lituania e fuori da essa.
| Controllo di autorità | VIAF (EN) 52381859 · ISNI (EN) 0000 0000 7147 8993 · Europeana agent/base/51975 · LCCN (EN) no2001017401 · GND (DE) 138538751 · BNF (FR) cb13343821t (data) · J9U (EN, HE) 987007297474805171 |